# 瓦列里·阿法纳西耶夫
瓦列里·帕夫洛维奇·阿法纳西耶夫（羅馬化：Valeriy Pavlovich Afanasyev；1947年9月8日—），俄罗斯钢琴家，指挥家，作家和诗人。他还被认为是一位葡萄酒专家，古董收藏家、鉴赏家。

## 早年
瓦列里·阿法纳西耶夫出生在莫斯科。1965-73年，他在莫斯科音乐学院师从埃米尔·吉列尔斯和雅科夫·扎克学习钢琴。1968年，他获得莱比锡巴赫大赛的冠军，1971年在布鲁塞尔伊丽莎白女王国际音乐大赛中获得金牌。1974年在比利时寻求政治庇护后，他于1980年定居法国，住在凡尔赛宫，但自1989年起他定期返回他的祖国举行音乐会及录音。

## 作品節選

### 商業錄音
由于与基東·克雷默在音乐上的合作，阿法纳西耶夫在1980年代广为人知。他们共同录制的莫扎特、舒伯特及勃拉姆斯的室内乐作品受到高度评价。由于他的节奏选择和独特的表现，他对舒伯特、贝多芬等人的钢琴独奏作品的诠释受到争议。一篇关于其舒伯特最后三首钢琴奏鸣曲的录音的评论称：“在这里遭遇的变态让我非常愤怒，以至于我觉得在此我无法用任何连贯的分析发现能够赞扬之物”。以下，列舉其部分錄音作品：
- 舒伯特最後三首奏鳴曲，Denon
- 貝多芬第6號交響曲，《科里奧蘭》序曲，指揮莫斯科廣播交響樂團，Denon

### 文学创作
自1974年以来，阿法纳西耶夫写了9部小说（7部英语，2部法语），及一些故事、诗歌和各种散文。在舒曼的《克莱斯勒偶记》和穆索尔斯基的《展览会之画》启发下，他还创作了一部单人剧。